# Championnat du monde B de rink hockey masculin 2000
Navigation
Championnat du monde B 1998 Championnat du monde B 2002
Le Championnat du monde B de rink hockey masculin 2000 est la 9e édition du championnat du monde B organisé par la FIRH à Chatham, en Angleterre.

## Participants
Quinze nations prennent part à cette édition :
- Afrique du Sud
- Angleterre
- Australie
- Autriche
- Belgique
- Canada
- Colombie
- Corée du Sud
- Inde
- Japon
- Macao
- Nouvelle-Zélande
- Pakistan
- Pays-Bas
- Uruguay

## Format
Le tournoi est divisé en deux phases distinctes, une phase de poule et une phase finale de classement. Dans la première phase, les quinze équipes participantes sont réparties dans quatre groupes de trois et quatre équipes. Dans chaque groupe, toutes les équipes se rencontrent une fois, afin d'établir un classement du groupe. Une victoire rapporte dans cette phase 3 points, un nul et une défaite respectivement 1 et 0 point.
Les deux meilleures équipes de chaque groupe de qualification sont directement qualifiés pour les quarts de finale de la compétition.
Deux tournois de classements confrontent respectivement les équipes classées 3e et 4e de chaque groupe qualificatif afin de déterminer les classements 9 à 15.

## Phase de groupes

### Groupe A
| Rang | Équipe           | Pts | J | G | N | P | Bp | Bc | Diff |  | Résultats        |  |     |     |
| ---- | ---------------- | --- | - | - | - | - | -- | -- | ---- |  | ---------------- |  | --- | --- |
| 1    | Nouvelle-Zélande | 4   | 2 | 1 | 1 | 0 | 5  | 4  | +1   |  | Nouvelle-Zélande |  | 2-1 | 3-3 |
| 2    | Afrique du Sud   | 3   | 2 | 1 | 0 | 1 | 9  | 7  | +2   |  | Afrique du Sud   |  |     | 8-5 |
| 3    | Macao            | 1   | 2 | 0 | 1 | 1 | 8  | 11 | -3   |  | Macao            |  |     |     |

### Groupe B
| Rang | Équipe     | Pts | J | G | N | P | Bp | Bc | Diff |  | Résultats  |  |     |      |      |
| ---- | ---------- | --- | - | - | - | - | -- | -- | ---- |  | ---------- |  | --- | ---- | ---- |
| 1    | Angleterre | 9   | 3 | 3 | 0 | 0 | 51 | 2  | +49  |  | Angleterre |  | 7-0 | 15-1 | 29-1 |
| 2    | Uruguay    | 6   | 3 | 2 | 0 | 1 | 46 | 12 | +34  |  | Uruguay    |  |     | 15-2 | 31-3 |
| 3    | Inde       | 3   | 3 | 1 | 0 | 2 | 17 | 31 | -14  |  | Inde       |  |     |      | 14-1 |
| 4    | Pakistan   | 0   | 3 | 0 | 0 | 3 | 5  | 74 | -69  |  | Pakistan   |  |     |      |      |

### Groupe C
| Rang | Équipe       | Pts | J | G | N | P | Bp | Bc | Diff |  | Résultats    |  |     |     |      |
| ---- | ------------ | --- | - | - | - | - | -- | -- | ---- |  | ------------ |  | --- | --- | ---- |
| 1    | Belgique     | 9   | 3 | 3 | 0 | 0 | 27 | 9  | +18  |  | Belgique     |  | 7-3 | 5-3 | 15-3 |
| 2    | Canada       | 6   | 3 | 2 | 0 | 1 | 15 | 10 | +5   |  | Canada       |  |     | 4-3 | 8-0  |
| 3    | Autriche     | 3   | 3 | 1 | 0 | 2 | 15 | 12 | +3   |  | Autriche     |  |     |     | 9-3  |
| 4    | Corée du Sud | 0   | 3 | 0 | 0 | 3 | 6  | 32 | -26  |  | Corée du Sud |  |     |     |      |

### Groupe D
| Rang | Équipe    | Pts | J | G | N | P | Bp | Bc | Diff |  | Résultats |  |     |     |     |
| ---- | --------- | --- | - | - | - | - | -- | -- | ---- |  | --------- |  | --- | --- | --- |
| 1    | Colombie  | 7   | 3 | 2 | 1 | 0 | 14 | 5  | +9   |  | Colombie  |  | 2-2 | 5-1 | 7-2 |
| 2    | Pays-Bas  | 7   | 3 | 2 | 1 | 0 | 10 | 3  | +7   |  | Pays-Bas  |  |     | 3-1 | 5-0 |
| 3    | Japon     | 3   | 3 | 1 | 0 | 2 | 11 | 15 | -4   |  | Japon     |  |     |     | 9-7 |
| 4    | Australie | 0   | 3 | 0 | 0 | 3 | 9  | 21 | -12  |  | Australie |  |     |     |     |

## Phase Finale

### Matchs de classement 13 à 15
| Rang | Équipe       | Pts | J | G | N | P | Bp | Bc | Diff |  | Résultats    |  |      |      |
| ---- | ------------ | --- | - | - | - | - | -- | -- | ---- |  | ------------ |  | ---- | ---- |
| 13   | Australie    | 6   | 2 | 2 | 0 | 1 | 36 | 0  | +36  |  | Australie    |  | 11-0 | 25-0 |
| 14   | Corée du Sud | 3   | 2 | 1 | 0 | 1 | 9  | 12 | -3   |  | Corée du Sud |  |      | 9-1  |
| 15   | Pakistan     | 0   | 2 | 0 | 0 | 2 | 1  | 34 | -33  |  | Macao        |  |      |      |

### Matchs de classement 9 à 12
| Rang | Équipe   | Pts | J | G | N | P | Bp | Bc | Diff |  | Résultats |  |     |     |      |
| ---- | -------- | --- | - | - | - | - | -- | -- | ---- |  | --------- |  | --- | --- | ---- |
| 9    | Autriche | 7   | 3 | 2 | 1 | 0 | 29 | 10 | +19  |  | Autriche  |  | 3-3 | 9-4 | 17-3 |
| 10   | Japon    | 7   | 3 | 2 | 1 | 0 | 23 | 8  | +15  |  | Japon     |  |     | 3-2 | 17-3 |
| 11   | Macao    | 3   | 3 | 1 | 0 | 2 | 22 | 20 | +2   |  | Macao     |  |     |     | 16-8 |
| 12   | Inde     | 0   | 3 | 0 | 0 | 3 | 14 | 50 | -36  |  | Inde      |  |     |     |      |

### Matchs de classement 1 à 8
|  | Quarts de finale | Quarts de finale |            |         | Demi-finales           | Demi-finales |  |  | Finale | Finale |
|  | Quarts de finale | Quarts de finale |            |         | Demi-finales           | Demi-finales |  |  | Finale | Finale |
|  |                  |                  |            |         |                        |              |  |  |        |        |
|  |                  |                  |            |         |                        |              |  |  |        |        |
|  |                  |                  |            |         |                        |              |  |  |        |        |
|  | Nouvelle-Zélande | 1                |            |         |                        |              |  |  |        |        |
|  | Nouvelle-Zélande | 1                |            |         |                        |              |  |  |        |        |
|  | Uruguay          | 4                |            |         |                        |              |  |  |        |        |
|  | Uruguay          | 4                | Uruguay    | 0       |                        |              |  |  |        |        |
|  |                  |                  | Uruguay    | 0       |                        |              |  |  |        |        |
|  |                  | Angleterre       | 8          |         |                        |              |  |  |        |        |
|  | Angleterre       | Angleterre       | 8          | 7       |                        |              |  |  |        |        |
|  | Angleterre       |                  |            | 7       |                        |              |  |  |        |        |
|  | Afrique du Sud   | 0                |            |         |                        |              |  |  |        |        |
|  | Afrique du Sud   | 0                | Angleterre | 2       |                        |              |  |  |        |        |
|  |                  |                  | Angleterre | 2       |                        |              |  |  |        |        |
|  |                  | Pays-Bas         | 0          |         |                        |              |  |  |        |        |
|  | Belgique         | Pays-Bas         | 0          | 2       |                        |              |  |  |        |        |
|  | Belgique         |                  |            | 2       |                        |              |  |  |        |        |
|  | Pays-Bas         | 4                |            |         |                        |              |  |  |        |        |
|  | Pays-Bas         | 4                | Pays-Bas   | 3       |                        |              |  |  |        |        |
|  |                  |                  | Pays-Bas   | 3       | Match pour la 3e place |              |  |  |        |        |
|  |                  | Canada           | 1          |         |                        |              |  |  |        |        |
|  | Colombie         | Canada           | 1          | 3       |                        |              |  |  |        |        |
|  | Colombie         |                  |            | 3       |                        |              |  |  |        |        |
|  | Canada           | 4                |            | Uruguay | 3                      |              |  |  |        |        |
|  | Canada           | 4                |            | Uruguay | 3                      |              |  |  |        |        |
|  |                  |                  |            |         |                        |              |  |  | Canada | 8      |
|  |                  |                  |            |         |                        |              |  |  | Canada | 8      |

|  | Matchs pour les places 5 à 8 | Matchs pour les places 5 à 8 |                        |   | Match pour la 5e place | Match pour la 5e place |
|  | Matchs pour les places 5 à 8 | Matchs pour les places 5 à 8 |                        |   | Match pour la 5e place | Match pour la 5e place |
|  |                              |                              |                        |   |                        |                        |
|  |                              |                              |                        |   |                        |                        |
|  |                              |                              |                        |   |                        |                        |
|  | Nouvelle-Zélande             | 1                            |                        |   |                        |                        |
|  | Nouvelle-Zélande             | 1                            |                        |   |                        |                        |
|  | Afrique du Sud               | 3                            |                        |   |                        |                        |
|  | Afrique du Sud               | 3                            | Afrique du Sud         | 0 |                        |                        |
|  |                              |                              | Afrique du Sud         | 0 |                        |                        |
|  |                              | Colombie                     | 6                      |   |                        |                        |
|  | Belgique                     | Colombie                     | 6                      | 1 |                        |                        |
|  | Belgique                     |                              |                        | 1 |                        |                        |
|  | Colombie                     | 2                            |                        |   |                        |                        |
|  | Colombie                     | 2                            | Match pour la 7e place |   |                        |                        |
|  |                              |                              |                        |   |                        |                        |
|  |                              |                              |                        |   |                        |                        |
|  |                              |                              |                        |   |                        |                        |
|  | Nouvelle-Zélande             | 4                            |                        |   |                        |                        |
|  | Nouvelle-Zélande             | 4                            |                        |   |                        |                        |
|  | Belgique                     | 6                            |                        |   |                        |                        |
|  | Belgique                     | 6                            |                        |   |                        |                        |

## Classement final
| Classement | Équipe           |
| ---------- | ---------------- |
| 1          | Angleterre       |
| 2          | Pays-Bas         |
| 3          | Canada           |
| 4          | Uruguay          |
| 5          | Colombie         |
| 6          | Afrique du Sud   |
| 7          | Belgique         |
| 8          | Nouvelle-Zélande |
| 9          | Autriche         |
| 10         | Japon            |
| 11         | Macao            |
| 12         | Inde             |
| 13         | Australie        |
| 14         | Corée du Sud     |
| 15         | Pakistan         |

1. ↑  (en) « Résultats Monde B 2000 », sur Rink-hockey.net (consulté le 21 mai 2013).